# Аурелиу Чокой
Аурелиу Валерианович Чокой е молдовски дипломат и държавник. Посланик на Молдова в Германия от 20 декември 2021 г.

## Биография
Аурелиу Чокой е роден на 5 юни 1968 г. в Кишинев. От 1975 до 1985 г. учи в средно училище № 11 в Кишинев (понастоящем Теоретичен лицей „Йон Креанга“). През периода 1985 – 1992 г. учи във факултета по журналистика и комуникационни науки на Молдовския държавен университет.
От 1992 г. до 1994 г. учи във факултета по международни отношения на Националното училище за политически и административни науки в Букурещ.
Владее руски, английски и немски език, също така и френски на основно ниво.
През 1988 г., докато е в университета, работи в Централното издателство в Кишинев. През 1989 – 1992 г. работи като журналист в няколко ежедневника.
От 1992 г. до 2010 г. е заемал различни длъжности в Министерството на външните работи и европейската интеграция на Република Молдова: втори секретар и началник на отдела на Главна дирекция за европейска интеграция, началник на отдела на Съвета на Европа и Човешки права.
На 27 февруари 2006 г. му е присвоен дипломатически ранг „съветник“.

### Политическа кариера
- От 21 юни 2010 г. до 16 юни 2015 г. – извънреден и пълномощен посланик на Република Молдова в Германия и Дания (едновременно).
- От 23 ноември 2015 г. до 7 юни 2017 г. – извънреден и пълномощен посланик на Република Молдова в Китай и Виетнам (едновременно).
- От 10 юли до 14 ноември 2017 г. – извънреден и пълномощен посланик на Република Молдова в САЩ.
- От 2017 г. до 2018 г. – посланик със специални мисии на Министерството на външните работи и европейската интеграция на Република Молдова.
- От 26 април 2018 г. до 15 ноември 2019 г. и от 17 март до 9 ноември 2020 г. – външнополитически съветник на президента на Република Молдова Игор Додон.
- От 14 ноември 2019 г. до 16 март 2020 г. и от 9 ноември 2020 г. до 6 август 2021 г. – министър на външните работи и европейската интеграция на Република Молдова в правителството на Йон Кику.

На 14 октомври 2011 г. му е присвоен дипломатически ранг „министър-пратеник“.
На 30 юли 2020 г. му е присвоен дипломатически ранг „посланик“.

### Правителство
На 31 декември 2020 г. президентът Мая Санду назначава Аурелия Чокой за временен министър-председател, след като премиерът Йон Кику подава оставка на 23 декември 2020 г.

### Семейство
Аурелиу Чокой е женен и има едно дете.